# Крауч, Питер
Пи́тер Джеймс Кра́уч (англ. Peter James Crouch; родился 30 января 1981 года в Маклсфилде, Англия) — английский футболист, выступавший на позиции нападающего. Имея рост 201 см, Питер Крауч является одним из самых высоких игроков, когда-либо выступавших за сборную Англии, а также в Премьер-лиге.
За карьеру Крауч играл в составе десяти английских клубов. С 2005 по 2010 выступал за сборную Англии и забил за неё 22 гола, приняв участие в чемпионатах мира 2006 и 2010 года. В чемпионатах Англии провёл более 500 матчей и забил более 130 голов. В составе «Ливерпуля» становился обладателем Кубка и суперкубка Англии, а также Суперкубка УЕФА. В еврокубках провёл 53 матча и забил 24 гола. В мае 2015 года Крауч установил рекорд Английской Премьер-лиги, забив 47-й гол головой в карьере. 1 февраля 2017 года забил свой 100-й гол в АПЛ.

## Ранние годы
Крауч родился в Маклсфилде, графство Чешир. Когда Питеру исполнился один год, его отец Брюс получил предложение работать в Сингапурском рекламном агентстве, и следующие три года семья будущего футболиста жила в Сингапуре. Краучи жили там три года, после чего переехали в Англию, хотя Брюсу предлагали работу в Австралии. Первое время после возвращения семья жила в Тоттенеме, поселившись затем в лондонском районе Харроу-он-зе-Хилл, входящем в боро Харроу. Семья Питера болела за «Челси», и с девяти лет Крауч был подающим мячи на матчах этой лондонской команды. В детстве он посещал некоторые игры команды. Несмотря на это, в интервью официальному сайту «Ливерпуля» Питер сообщил, что, как и его друзья, в детстве болел за «Куинз Парк Рейнджерс». Питер занимался футболом в клубе «Нортолт Хотспур», пока в 1991 году его не пригласили играть за «Брентфорд». Летом 1994 года Крауч присоединился к «Куинз Парк Рейнджерс», отклонив предложения играть в «Челси» и «Миллуолле», но вскоре тренерский штаб «Рейнджерс» (в том числе и тренер молодёжной команды) перебрался в «Тоттенхэм», и с ноября 1994 года Питер стал выступать за этот клуб.

## Клубная карьера

### «Тоттенхэм Хотспур»
Отыграв три сезона за молодёжный состав «Тоттенхэма», 2 июля 1998 года Крауч подписал профессиональный контракт с главной командой. Однако юный форвард не смог получить место в составе и не сыграл ни одного матча за «шпор»; вместо этого клуб отдавал его в краткосрочные аренды в клубы низших лиг, в том числе команду седьмого по статусу дивизиона чемпионата Англии «Далвитч Хэмлет», а летом 2000 года Крауч провёл восемь игр за «Хеслехольм» в четвёртом дивизионе чемпионата Швеции после покупки этой команды бизнесменом Джоном Джонсоном.

### «Куинз Парк Рейнджерс» и «Портсмут»
28 июля 2000 года «Тоттенхэм» продал Крауча в клуб Чемпионшипа «Куинз Парк Рейнджерс» за 60 000 фунтов. За «обручей» Питер дебютировал 12 августа 2000 года в матче против «Бирмингем Сити», а через месяц отметился первым голом в игре с «Джиллингемом». До конца сезона он забил ещё девять мячей, что не помогло «КПР» избежать вылета в низший дивизион.
Чтобы поддержать своё финансовое положение, «Куинз Парк Рейнджерс» пришлось расстаться со своими лучшими игроками, в том числе продав Крауча в «Портсмут» за £1,5 млн. Тренер команды Грэм Рикс высоко оценивал перспективы молодого нападающего, и Крауч оправдал ожидания: уже в дебютном матче против «Вулверхэмптона» он отличился голом, 27 августа оформил дубль в противостоянии с «Гримсби Таун» и принёс «Портсмуту» победу, а 3 ноября опять отметился двумя забитыми голами в матче с «Шеффилд Уэнсдей». Крауч продолжал регулярно забивать, за 37 матчей сезона отличившись 18 голами.

### «Астон Вилла»
В марте 2002 года клуб Английской Премьер-лиги «Астон Вилла» купил Крауча за £5 млн. Он забил в своём первом матче за «Виллу», в котором бирмингемцы противостояли «Ньюкасл Юнайтед». Несмотря на это, в сезоне 2002/03 Питеру не удалось прочно закрепить за собой место в основном составе, и он был отдан в трёхмесячную аренду в «Норвич Сити». Хотя нападающему удалось забить только четыре гола в 15 матчах, он заслужил уважение со стороны фанатов «канареек». Про него составили кричалку: «He’s tall, he’s lean, he’s a freaky goal machine» (рус. Он высокий, он худой, он причудливая голевая машина). После возвращения из аренды Крауч сыграл 14 матчей за «Виллу», а в июле 2004 года, забив за два сезона в «Астон Вилле» всего 6 голов, он был продан "Саутгемптону"за £2,5 миллиона.

### «Саутгемптон»
При переходе в «Саутгемптон» Крауч рассматривался как запасной игрок, а основными при этом раскладе являлись Джеймс Битти и Кевин Филлипс. В начале сезона футболист получал мало игровой практики. Но в декабре 2004 года клуб возглавил Гарри Реднапп, Битти был продан, и ситуация изменилась. Питер забил много важных голов, которые имели для «святых» значение в борьбе за возможность остаться в Премьер-лиге, в том числе мячи в ворота «Ливерпуля», «Арсенала» и дубль в матче против «Мидлсбро», принесшие «Саутгемптону» очки. В четвёртом раунде Кубка Англии Крауч в игре со своим бывшим клубом «Портсмутом» и по совместительству принципиальным соперником «Саутгемптона» реализовал пенальти и выбил «помпи» из турнира. Результативность нападающего не оказалась без внимания тренеров сборной: в мае 2005 года он получил вызов в сборную Англии. Забив 16 голов за 33 матча, Питер стал лучшим бомбардиром команды, но «Саутгемптон» всё равно вылетел из высшего дивизиона. Журналисты отметили прогресс Крауча и добавили, что в этом есть заслуга тренера Гарри Реднаппа. 19 июля 2005 года руководство «Саутгемптона» согласилось продать Крауча за £7 миллионов в «Ливерпуль».

### «Ливерпуль»

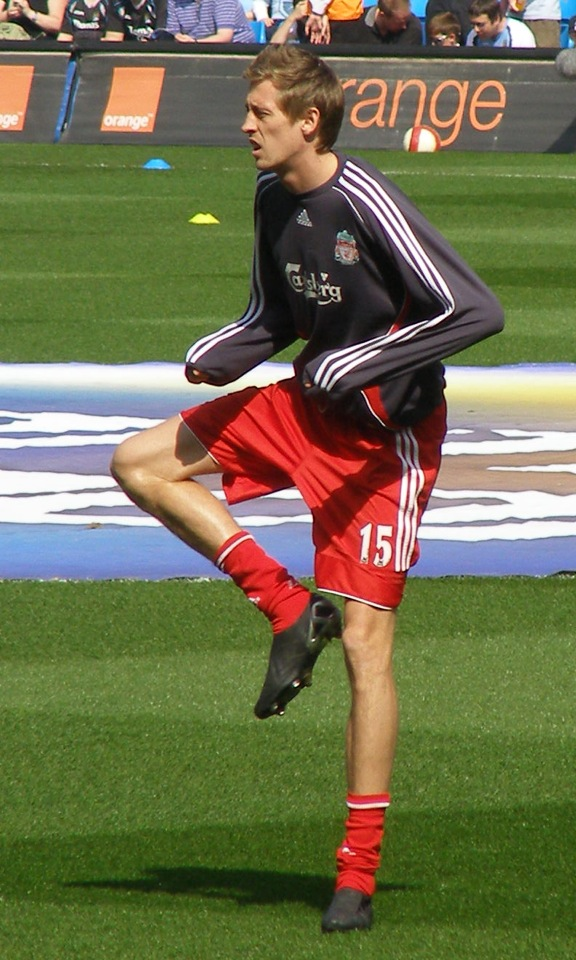
Крауч в «Ливерпуле». 2007 год.

Питер неудачно начал выступления за «Ливерпуль», за первые 19 матчей в новой команде не забив ни одного гола. Тем не менее, его хорошее владение мячом для столь габаритного игрока отмечалось настолько часто, что некоторые журналисты стали воспринимать подобные отзывы с иронией. Фаны «скаузеров» сочинили обидную кричалку, высмеивая в ней рост нападающего. 3 декабря 2005 года Крауч наконец прервал свою серию нерезультативных матчей, дважды забив «Уиган Атлетик». После этого форвард продолжал забивать, в том числе забив единственный мяч в ворота «Манчестер Юнайтед» в матче Кубка Англии и принеся «Ливерпулю» первую победу над «Манчестером» в Кубке Англии со времён Второй мировой войны. 13 мая 2006 Крауч в финале кубка отдал голевой пас Стивену Джеррарду, что сыграло немалую роль в победе «красных» над «Вест Хэм Юнайтед».
Три месяца спустя Крауч принёс «Ливерпулю» победу в Суперкубке, забив головой в ворота лондонского «Челси». В Лиге чемпионов УЕФА сезона 2006/07 он забил свой первый гол в еврокубках, отличившись в матче против «Маккаби». 13 января 2007 года Питер забил два гола в выездном матче против «Уотфорда», что стало его первым дублем в выездном матче лиги за «Ливерпуль». В феврале 2007 года Крауч получил перелом носа в матче против «Шеффилд Юнайтед», но, несмотря на это, он сыграл в ещё нескольких последующих играх. 9 марта 2007 года было объявлено, что Питеру необходима операция, и он вернулся в строй только 31 марта, отличившись первым в своей клубной карьере хет-триком в выигранном со счётом 3:1 матче против «Арсенала». Эти три гола пресса назвала «идеальным хет-триком», так как они были забиты правой, левой ногой и головой. Крауч участвовал в неудачном для «Ливерпуля» финале Лиги Чемпионов в Афинах, когда «Милан» победил «красных» со счётом 2:1. Он закончил сезон 2006/07 в статусе лучшего бомбардира «Ливерпуля» во всех соревнованиях с 18-ю голами.
После того, как «Ливерпуль» перед началом сезона 2007/08 усилил состав рядом игроков, в том числе Фернандо Торресом, конкуренция за место в составе мерсесайдцев возросла, и Крауч сыграл в чемпионате только 21 игру, забив пять голов. Тем не менее, Питер смог несколько раз отличиться в Лиге чемпионов. 19 декабря Крауч был удалён в четвертьфинале Кубка Лиги за фол на опорном полузащитнике «Челси» Джоне Оби Микеле, а «Ливерпуль» в итоге не смог пройти дальше. В апреле Питер забил гол в ворота лондонского «Арсенала», принеся команде важную ничью, 4-е место по итогам чемпионата и, соответственно, право играть в Лиге чемпионов на следующий сезон.

### Возвращение в «Портсмут»
7 июля 2008 года было объявлено, что Крауч перешёл в «Портсмут» за £11 млн. 11 июля сам Питер подтвердил это на пресс-конференции. Он играл за «помпи» в футболке с тем же 9-м номером, что и в первый период выступления за эту команду. 30 августа 2008 года на «Гудисон Парк» Крауч забил первый гол за «Портсмут» в ворота принципиального соперника своего бывшего клуба «Ливерпуля» — «Эвертона».
Первый гол Крауча был официально записан на него только 3 сентября из-за спорной ситуации: потребовалось время, чтобы уточнить, коснулся ли мяча партнёр Питера по атаке Джермен Дэфо. 28 сентября Питер забил в ворота своего первого клуба «Тоттенхэма». 2 октября 2008 Крауч забил два гола в дополнительное время в матче Кубка УЕФА против «Витории де Гимарайнш», которые помогли «Портсмуту» выйти в групповой этап этого турнира. Также он забил в групповом этапе «Херенвену» 2 мяча, а матч закончился со счётом 3:0.

### Возвращение в «Тоттенхэм»

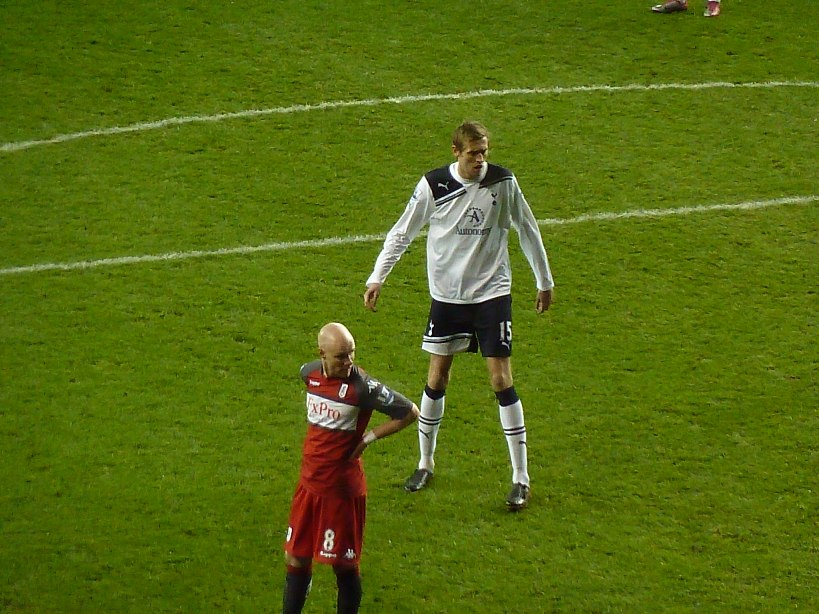
Крауч в период игры за «Тоттенхэм».

27 июля 2009 года «Тоттенхэм» объявил о покупке Крауча за £10 млн и подписании с ним контракта сроком на пять лет. Крауч дебютировал за «шпор» перед началом сезона в товарищеском матче против «Олимпиакоса» и вышел на замену в матче Английской Премьер-лиги против «Ливерпуля». Он забил свой первый гол за «Тоттенхэм» в матче Кубка Лиги против «Донкастер Роверс» 26 августа 2009 года, а матч закончился со счётом 5:1 в пользу северолондонцев. В следующей своей игре против «Бирмингема» Питер забил первый гол за новый клуб в чемпионате. 23 сентября Крауч оформил хет-трик в матче Кубка Лиги против «Престон Норт Энд». 5 мая 2010 года Крауч забил единственный гол в ворота «Манчестер Сити», который вывел «Тоттенхэм» на 4-е место в чемпионате и обеспечил выход в Лигу чемпионов УЕФА.
25 августа 2010 года Крауч оформил хет-трик на «Уайт Харт Лейн» в мачте против «Янг Бойз» и помог «Тоттенхэму» достичь группового этапа Лиги чемпионов 2010/11. 15 февраля 2011 года Крауч забил победный гол в 1/8 Лиги чемпионов против «Милана» на «Сан-Сиро». Через три недели «шпоры» дошли до четвертьфинала после домашней безголевой ничьей. 5 апреля Питера в 1/4 ЛЧ удалили уже на 14-й минуте за две жёлтые карточки. В матче с «Манчестер Сити» Крауч забил в свои ворота, что помешало «Тоттенхэму» выйти в Лигу чемпионов на сезон 2011/12.

### «Сток Сити»

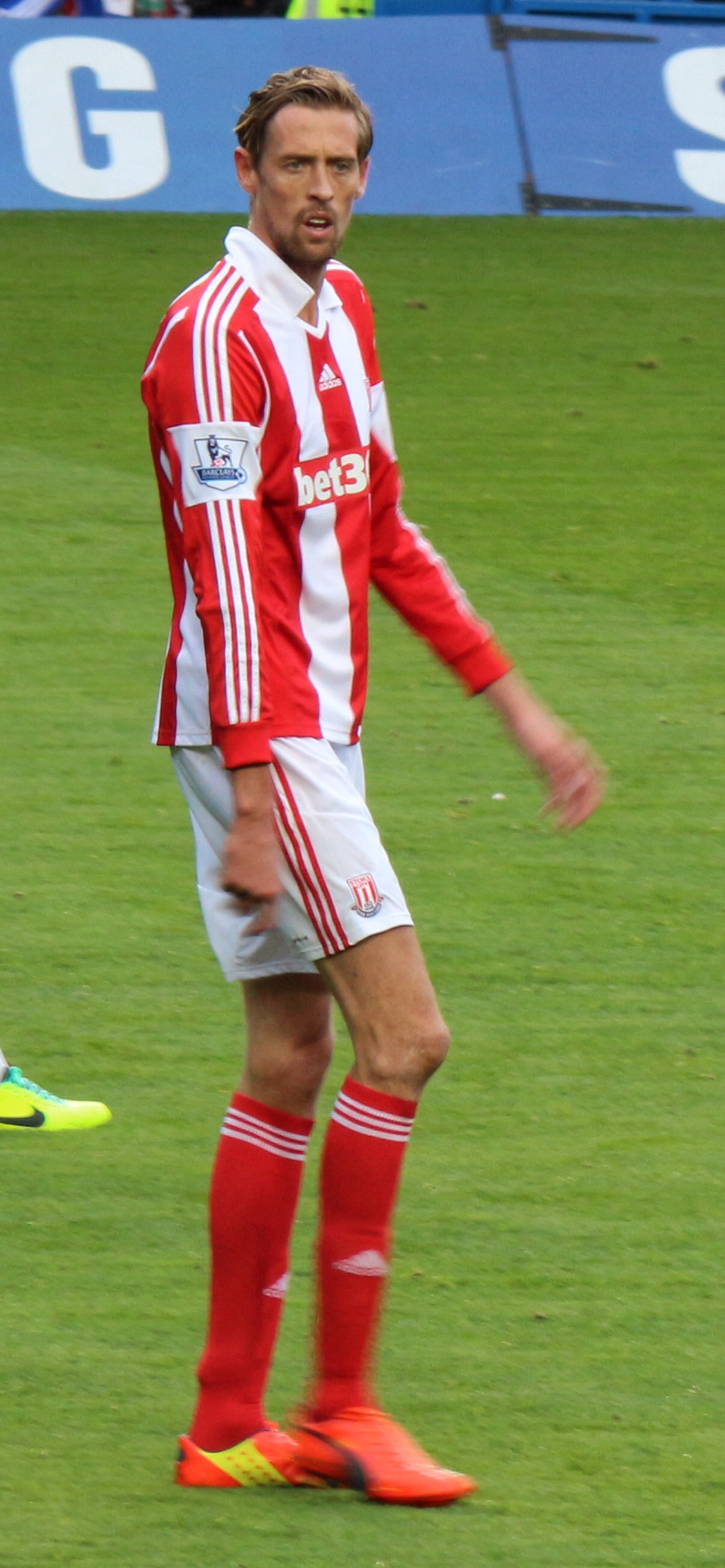
Крауч в «Сток Сити» (2014 год).

31 августа 2011 года «Сток Сити» объявил о подписании Крауча за рекордную для клуба сумму — £10 миллионов. На пресс-конференции после подписания Питер признался, что на его решение о переходе повлиял бывший партнёр по «Тоттенхэму» Джонатан Вудгейт. Крауч дебютировал за «Сток» 10 сентября 2011 года в победном матче против своего бывшего клуба «Ливерпуля». Он забил свой первый гол за «гончаров» в матче против «Манчестер Юнайтед» и добыл для «Сити» ничью. Так «Сток» стал 6-м клубом Английской Премьер-лиги, в котором Питер Крауч отличился хотя бы одним голом. Он забил свой второй гол в следующем матче с «Бешикташем» в Лиге Европы УЕФА. Крауч продолжал забивать и отличился в матчах против «Арсенала», «Маккаби Тель-Авив», «Блэкберна» и «Вулверхэмптон Уондерерс», однако он пропустил рождественские матчи из-за вирусной инфекции.
2 января 2012 года в матче против «Блэкберна» Крауч забил два гола и принёс «Стоку» победу. Второй гол стал сотым голом Питера в Английской Премьер-лиге. 24 марта 2012 форвард забил зрелищный гол в ворота «Манчестер Сити» мощным дальним ударом с лёта и принёс «гончарам» ничью. После матча Крауч заявил, что это был лучший гол в его карьере. Тренер «Сток Сити» Тони Пьюлис заявил, что Крауч заслуживает вызова в сборную Англии на Евро-2012. По итогам сезона Питеру была присуждена награда «Лучший игрок клуба», а также «Лучший гол сезона».
Крауч неплохо начал сезон 2012/13, забив пять мячей в семи матчах против «Суиндон Таун», «Уиган Атлетик», «Манчестер Сити» и «Суонси Сити». Однако затем Крауч не забивал три месяца подряд, прервал свою безголевую серию в матче против «Уигана» 29 января и потом снова долго не мог отличиться, забив свой следующий гол лишь 20 апреля в ворота «Куинз Парк Рейнджерс». 28 ноября 2012 года Питер лишился нескольких зубов после того, как Фабрисио Коллоччини случайно попал ему мячом в лицо в матче против «Ньюкасл Юнайтед». «Сток» в итоге финишировал 13-м в таблице, а Крауч, отличившись в матче против «Саутгемптона» в последнем туре, довёл количество своих голов за сезон до восьми.
В мае 2013 года Тони Пьюлиса на посту тренера «Стока» заменил Марк Хьюз, и в начале сезона 2013/14 Питер оставался на скамейке запасных. Но 26 октября 2013 года Крауч вышел в стартовом составе и забил в ворота «Манчестер Юнайтед», что, однако, не помогло «гончарам» набрать очки. Он сохранил свое место в старте на оставшуюся часть сезона 2013/14 и закончил его лучшим бомбардиром занявшей девятое место команды с десятью голами в 38 матчах.
Питер забил свои первые голы в сезоне 2014/15 в матчах против «Ньюкасла» и «Куинз Парк Рейнджерс». В октябре Крауч заявил, что хочет остаться в «Стоке» до конца карьеры. 29 октября, выйдя на замену в матче Кубка Лиги против «Саутгемптона», Питер за 15 минут заработал две жёлтые карточки и был удалён. 6 декабря он забил «Арсеналу» уже на 20-й секунде матча, а «Сток» выиграл 3:2. Через неделю Крауч сыграл 600-й матч в английском футболе и принёс «Сток Сити» в нём ничью. В январе Питер продлил контракт со «Стоком» на два года.
28 января 2015 Крауч забил победный гол в ворота «Халл Сити» и сравнялся с Аланом Ширером по количеству голов, забитых головой. 24 мая Питер забил ещё один гол головой и установил рекорд Премьер-Лиги — 47 голов, забитых головой. Крауч опять забил 10 голов за сезон, а «Сток» занял 9-е место в таблице. После конца сезона игрок перенёс операцию на пахе. В сезоне 2015/16 Питер сыграл 18 матчей, в девяти из которых он выходил на замену. 1 февраля 2017 года Крауч забил свой 100-й гол в АПЛ, открыв счет в матче с «Эвертоном», и стал самым возрастным игроком (36 лет), покорившим этот рубеж.
28 ноября 2017 года продлил контракт со «Сток Сити» до лета 2019 года, в то время как прежний контракт английского футболиста истекал по окончании сезона-2017/18.

### «Бернли»
31 января 2019 года перешел в английский «Бернли». Соглашение рассчитано до конца сезона 2018/2019.

### Завершение карьеры
12 июля 2019 года Питер Крауч объявил о завершении карьеры.
«После долгих раздумий я принял решение завершить карьеру! Наша замечательная игра дала мне всё. Я невероятно благодарен всем, кто помогал мне попасть в неё и продержаться здесь так долго.»
За свою карьеру Питер успел завоевать пять трофеев: Кубок лиги с «Тоттенхэмом», победа в Чемпионшипе с «Норвичем», а также Суперкубок УЕФА, Кубок и Суперкубок Англии с «Ливерпулем».

## Сборная

### Юношеский уровень
Крауч был вызван в сборную Англии до 20 лет на юношеский чемпионат мира 1999 года, в которой также играли Стюарт Тейлор, Эшли Коул, Эндрю Джонсон и Мэтью Этерингтон. Но команда закончила чемпионат на стадии группового этапа, проиграв три матча и не забив ни одного гола. В 2002 году Питер играл за молодёжную сборную своей страны, которая под руководством Дэвида Платта не смогла выйти из группы, одержав лишь одну победу, которую принёс как раз гол Крауча.

### Основная сборная

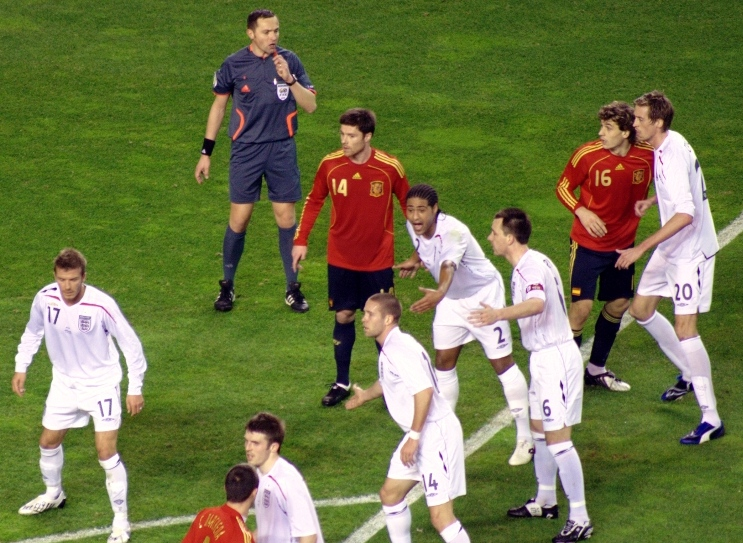
Крауч (крайний справа) играет за сборную Англии.

В мае 2005 года Свен-Ёран Эрикссон вызвал Крауча в основную сборную Англии на тур по США, и Питер дебютировал в матче против Колумбии. Он сыграл два матча в рамках отборочного цикла чемпионата мира 2006 года, выйдя на поле во встречах против Австрии и Польши. Матч с поляками проходил на «Олд Траффорд» — домашнем стадионе «Манчестер Юнайтед». В игре не смог принять участие нападающий «манкунианцев» Уэйн Руни, и Питер был освистан английскими болельщиками.
1 марта 2006 года он забил первый гол за сборную в товарищеском матче с Уругваем. Из-за ошибки обслуживающего персонала в этой игре на шорты Крауча был нанесён 21-й номер, а на футболку — 12-й.
В мае 2006 года Крауч был включён в заявку сборной Англии на чемпионат мира 2006 года, и ожидалось, что Питер будет основным нападающим ввиду травмы Уэйна Руни. 30 мая он сыграл в победном товарищеском матче против сборной Венгрии, установив окончательный счёт 3:1. Питер отметился необычным празднованием своего гола, станцевав в стиле робота. 3 июня Крауч оформил хет-трик в матче против сборной Ямайки, что помогло обыграть противников со счётом 6:0.
После успешных выступлений Питера в товарищеских матчах он вышел в основном составе на первый матч англичан на чемпионате против Парагвая в паре с Майклом Оуэном. Англия выиграла 1:0. Крауч вышел в основе и в следующем матче против Тринидада и Тобаго и забил в нём первый гол за сборную на международном турнире. Но некоторые эксперты заявили, что этот гол был забит с нарушением правил: Крауч во время борьбы в воздухе схватил соперника за волосы. В следующей игре, в которой «сборной трёх львов» противостояли шведы, место Крауча в стартовом составе занял оправившийся от травмы Уэйн Руни, но Крауч отыграл бо́льшую часть встречи, заменив получившего в начале матча травму колена Майкла Оуэна.
В матче 1/8 финала против Эквадора Крауч вновь остался на скамейке запасных, так как Эриксон выбрал схему с единственным нападающим в лице Руни. Тем не менее, после удаления Уэйна в четвертьфинальном матче против Португалии, Крауч заменил Джо Коула. Англичане проиграли в серии пенальти и покинули турнир.
5 сентября 2007 года английский арбитр Грэм Полл, уходя в отставку, заявил, что на специальной конференции судьи получили директиву особо внимательно следить за Краучем, потому что ему, по мнению ряда судей, «слишком многое сходит с рук».
Крауч сохранил место в сборной и после замены Эрикссона на посту национальной команды Стивом Маклареном и начал первый матч при новом тренере в стартовом составе. Это была игра против сборной Греции в августе 2006 года, и в ней Питер оформил дубль. Также он забил два мяча в ворота Андорры в стартовом матче отборочного турнира к Евро-2008. Журналисты предположили, что Крауч стал первым игроком, которому удалось достичь отметки в десять голов за сборную Англии в рамках одного календарного года, однако позже были найдены сведения, что ранее такого результата добивались несколько игроков, игравших в сборной ещё до Второй мировой войны — в частности, Дикси Дин (12 голов в 1927 году) и Джордж Камселл (11 голов в 1929 году). 6 сентября Крауч забил ещё один гол, которого «трём львам» оказалась достаточно для победы над Македонией. Операция после травмы носа не позволила Питеру сыграть в двух отборочных матчах в марте 2007 года. Он принял участие в играх сборной против Бразилии и Эстонии в конце мая — начале июня 2007 года, забив в ворота последних.
Крауч стал лучшим бомбардиром сборной Англии в отборочном турнире к чемпионату Европы (5 мячей), но в последнем матче группового турнира англичане неожиданно потерпели поражение от Хорватии и не смогли выйти в финальную часть турнира.
1 апреля 2009 года Крауч сыграл первый матч под руководством преемника Макларена — Фабио Капелло в квалификации к чемпионату мира против Украины. Питер забил первый гол англичан, а «сборная трёх львов» выиграла 2:1.
Благодаря хорошей форме Крауч попал на заметку тренерам и получил приглашение в сборную на товарищеский матч против Словении и на игру отбора к чемпионату мира против Хорватии.
14 октября 2009 года во время квалификационного турнира ЧМ-2010 Крауч дважды забил белорусам, а в товарищеской игре против сборной Египта 3 марта 2010 года вновь отметился дублем и довёл количество своих голов за национальную команду до двадцати. 24 мая Крауч опять забил за сборную, отличившись на «Уэмбли» в матче против мексиканцев.
Крауч был включён в окончательную заявку англичан для участия в чемпионате мира 2010 года и получил 9-й номер. Он вышел на замену Эмилу Хески в стартовом матче команды Капелло против Соединённых Штатов, а также заменил Гарета Барри в следующем матче против Алжира. Крауч не принимал участие в матче группового этапа со Словенией и в игре 1/8 финала, где Англия проиграла Германии со счётом 1:4.
Крауч вышел на замену в товарищеском матче против Франции вместо травмированного Стивена Джеррарда 17 ноября 2010 года и забил гол буквально «вторым касанием мяча». После того, как он не получал вызова в сборную более года, Крауч заявил в октябре 2011 года, что он «не надеется снова сыграть за сборную». Больше Питер за сборную не играл.

## Статистика выступлений

### Клубная
| Клуб                    | Сезон            | Лига                    | Лига | Лига  | Кубок | Кубок | Кубок лиги | Кубок лиги | Еврокубки | Еврокубки | Другие[A] | Другие[A] | Всего | Всего |
| Клуб                    | Сезон            | Дивизион                | Игр  | Голов | Игр   | Голов | Игр        | Голов      | Игр       | Голов     | Игр       | Голов     | Игр   | Голов |
| ----------------------- | ---------------- | ----------------------- | ---- | ----- | ----- | ----- | ---------- | ---------- | --------- | --------- | --------- | --------- | ----- | ----- |
| Тоттенхэм Хотспур       | 1999/2000        | Премьер-лига            | 0    | 0     | 0     | 0     | 0          | 0          | —         | —         | —         | —         | 0     | 0     |
| Даллидж Гамлет (аренда) | 1999/2000        | Истмийская лига         | 6    | 1     | —     | —     | —          | —          | —         | —         | —         | —         | 6     | 1     |
| Хассельхольм (аренда)   | 2000             | Первая лига             | 8    | 3     | —     | —     | —          | —          | —         | —         | —         | —         | 8     | 3     |
| Куинз Парк Рейнджерс    | 2000/2001        | Первый дивизион         | 42   | 10    | 3     | 2     | 2          | 0          | —         | —         | —         | —         | 47    | 12    |
| Портсмут                | 2001/2002        | Первый дивизион         | 37   | 18    | 1     | 0     | 1          | 1          | —         | —         | —         | —         | 39    | 19    |
| Астон Вилла             | 2001/2002        | Английская Премьер-лига | 7    | 2     | 0     | 0     | 0          | 0          | 0         | 0         | —         | —         | 7     | 2     |
| Астон Вилла             | 2002/2003        | Английская Премьер-лига | 14   | 0     | 0     | 0     | 0          | 0          | 4         | 0         | —         | —         | 18    | 0     |
| Астон Вилла             | 2003/2004        | Английская Премьер-лига | 16   | 4     | 0     | 0     | 2          | 0          | —         | —         | —         | —         | 18    | 4     |
| Астон Вилла             | Всего            | Всего                   | 130  | 36    | 4     | 2     | 5          | 1          | 4         | 0         | 0         | 0         | 143   | 41    |
| Норвич Сити (аренда)    | 2003/2004        | Первый дивизион         | 15   | 4     | 0     | 0     | 0          | 0          | —         | —         | —         | —         | 15    | 4     |
| Саутгемптон             | 2004/2005        | Английская Премьер-лига | 27   | 12    | 5     | 4     | 1          | 0          | —         | —         | —         | —         | 33    | 16    |
| Ливерпуль               | 2005/2006        | Английская Премьер-лига | 32   | 8     | 6     | 3     | 1          | 0          | 8         | 0         | 2         | 2         | 49    | 13    |
| Ливерпуль               | 2006/2007        | Английская Премьер-лига | 32   | 9     | 1     | 0     | 1          | 1          | 14        | 7         | 1         | 1         | 49    | 18    |
| Ливерпуль               | 2007/2008        | Английская Премьер-лига | 21   | 5     | 4     | 2     | 3          | 0          | 8         | 4         | —         | —         | 36    | 11    |
| Ливерпуль               | Всего            | Всего                   | 127  | 38    | 16    | 9     | 6          | 1          | 30        | 11        | 3         | 3         | 182   | 62    |
| Портсмут                | 2008/2009        | Английская Премьер-лига | 38   | 11    | 3     | 1     | 1          | 0          | 7         | 4         | —         | —         | 49    | 16    |
| Тоттенхэм Хотспур       | 2009/2010        | Английская Премьер-лига | 38   | 8     | 6     | 1     | 3          | 4          | —         | —         | —         | —         | 47    | 13    |
| Тоттенхэм Хотспур       | 2010/2011        | Английская Премьер-лига | 34   | 4     | 1     | 0     | 0          | 0          | 10        | 7         | —         | —         | 45    | 11    |
| Тоттенхэм Хотспур       | 2011/2012        | Английская Премьер-лига | 1    | 0     | 0     | 0     | 0          | 0          | 0         | 0         | —         | —         | 1     | 0     |
| Тоттенхэм Хотспур       | Всего            | Всего                   | 111  | 23    | 10    | 2     | 4          | 4          | 17        | 11        | 0         | 0         | 142   | 40    |
| Сток Сити               | 2011/2012        | Английская Премьер-лига | 32   | 10    | 3     | 2     | 2          | 0          | 3         | 2         | —         | —         | 40    | 14    |
| Сток Сити               | 2012/2013        | Английская Премьер-лига | 34   | 7     | 3     | 0     | 1          | 1          | —         | —         | —         | —         | 38    | 8     |
| Сток Сити               | 2013/2014        | Английская Премьер-лига | 34   | 8     | 1     | 0     | 3          | 2          | —         | —         | —         | —         | 38    | 10    |
| Сток Сити               | 2014/2015        | Английская Премьер-лига | 33   | 8     | 2     | 1     | 3          | 1          | —         | —         | —         | —         | 38    | 10    |
| Сток Сити               | 2015/2016        | Английская Премьер-лига | 11   | 0     | 2     | 1     | 5          | 1          | —         | —         | —         | —         | 18    | 2     |
| Сток Сити               | 2016/2017        | Английская Премьер-лига | 27   | 7     | 1     | 0     | 1          | 3          | —         | —         | —         | —         | 17    | 7     |
| Сток Сити               | 2017/2018        | Английская Премьер-лига | 5    | 2     | 0     | 0     | 2          | 1          | 0         | 0         | 0         | 0         | 7     | 3     |
| Сток Сити               | Всего            | Всего                   | 176  | 42    | 12    | 4     | 17         | 9          | 3         | 2         | 0         | 0         | 196   | 72    |
| Всего за карьеру        | Всего за карьеру | Всего за карьеру        | 544  | 139   | 42    | 17    | 32         | 15         | 54        | 24        | 3         | 3         | 663   | 205   |

A. ↑  В колонке «Другие» указываются матчи и голы в суперкубке Англии и чемпионате мира среди клубов.

### Сборная
| Матчи Питера Крауча за сборную Англии | Матчи Питера Крауча за сборную Англии | Матчи Питера Крауча за сборную Англии | Матчи Питера Крауча за сборную Англии | Матчи Питера Крауча за сборную Англии | Матчи Питера Крауча за сборную Англии |
| №                                     | Дата                                  | Оппонент                              | Счёт                                  | Голы                                  | Соревнование                          |
| ------------------------------------- | ------------------------------------- | ------------------------------------- | ------------------------------------- | ------------------------------------- | ------------------------------------- |
| 1                                     | 31 мая 2005                           | Колумбия                              | 3 : 2                                 | -                                     | Товарищеский матч                     |
| 2                                     | 8 октября 2005                        | Австрия                               | 1 : 0                                 | -                                     | Отборочный матч ЧМ-2006               |
| 3                                     | 12 октября 2005                       | Польша                                | 2 : 1                                 | -                                     | Отборочный матч ЧМ-2006               |
| 4                                     | 12 ноября 2005                        | Аргентина                             | 3 : 2                                 | -                                     | Товарищеский матч                     |
| 5                                     | 1 марта 2006                          | Уругвай                               | 2 : 1                                 | 1                                     | Товарищеский матч                     |
| 5                                     | 30 мая 2006                           | Венгрия                               | 3 : 1                                 | 1                                     | Товарищеский матч                     |
| 6                                     | 3 июня 2006                           | Ямайка                                | 6 : 0                                 | 3                                     | Товарищеский матч                     |
| 7                                     | 10 июня 2006                          | Парагвай                              | 1 : 0                                 | -                                     | ЧМ-2006. Групповая стадия             |
| 8                                     | 15 июня 2006                          | Тринидад и Тобаго                     | 2 : 0                                 | 1                                     | ЧМ-2006. Групповая стадия             |
| 9                                     | 20 июня 2006                          | Швеция                                | 2 : 2                                 | -                                     | ЧМ-2006. Групповая стадия             |
| 10                                    | 1 июля 2006                           | Португалия                            | 0 : 0 (1:3 пен.)                      | -                                     | ЧМ-2006. 1/4 финала                   |
| 11                                    | 16 августа 2006                       | Греция                                | 4 : 0                                 | 2                                     | Товарищеский матч                     |
| 12                                    | 2 сентября 2006                       | Андорра                               | 5 : 0                                 | 2                                     | Отборочный матч ЧЕ-2008               |
| 13                                    | 6 сентября 2006                       | Македония                             | 1 : 0                                 | 1                                     | Отборочный матч ЧЕ-2008               |
| 14                                    | 7 октября 2006                        | Македония                             | 0 : 0                                 | -                                     | Отборочный матч ЧЕ-2008               |
| 15                                    | 11 октября 2006                       | Хорватия                              | 0 : 2                                 | -                                     | Отборочный матч ЧЕ-2008               |
| 16                                    | 7 февраля 2007                        | Испания                               | 0 : 1                                 | -                                     | Товарищеский матч                     |
| 17                                    | 1 июня 2007                           | Бразилия                              | 1 : 1                                 | -                                     | Товарищеский матч                     |
| 18                                    | 6 июня 2007                           | Эстония                               | 3 : 0                                 | 1                                     | Отборочный матч ЧЕ-2008               |
| 19                                    | 22 августа 2007                       | Германия                              | 1 : 2                                 | -                                     | Товарищеский матч                     |
| 20                                    | 12 сентября 2007                      | Россия                                | 3 : 0                                 | -                                     | Отборочный матч ЧЕ-2008               |
| 21                                    | 17 октября 2007                       | Россия                                | 1 : 2                                 | -                                     | Отборочный матч ЧЕ-2008               |
| 22                                    | 16 ноября 2007                        | Австрия                               | 1 : 0                                 | -                                     | Товарищеский матч                     |
| 23                                    | 21 ноября 2007                        | Хорватия                              | 2 : 3                                 | 1                                     | Отборочный матч ЧЕ-2008               |
| 24                                    | 6 февраля 2008                        | Швейцария                             | 2 : 1                                 | -                                     | Товарищеский матч                     |
| 25                                    | 26 марта 2008                         | Франция                               | 0 : 1                                 | -                                     | Товарищеский матч                     |
| 26                                    | 28 мая 2008                           | США                                   | 2 : 0                                 | -                                     | Товарищеский матч                     |
| 27                                    | 1 июня 2008                           | Тринидад и Тобаго                     | 3 : 0                                 | -                                     | Товарищеский матч                     |
| 28                                    | 15 октября 2008                       | Беларусь                              | 3 : 1                                 | -                                     | Отборочный матч ЧМ-2010               |
| 29                                    | 19 ноября 2008                        | Германия                              | 2 : 1                                 | -                                     | Товарищеский матч                     |
| 30                                    | 11 февраля 2009                       | Испания                               | 0 : 2                                 | -                                     | Товарищеский матч                     |
| 31                                    | 28 марта 2009                         | Словакия                              | 4 : 0                                 | -                                     | Товарищеский матч                     |
| 32                                    | 1 апреля 2009                         | Украина                               | 2 : 1                                 | 1                                     | Отборочный матч ЧМ-2010               |
| 33                                    | 10 июня 2009                          | Андорра                               | 6 : 0                                 | 1                                     | Отборочный матч ЧМ-2010               |
| 35                                    | 14 октября 2009                       | Беларусь                              | 3 : 0                                 | 2                                     | Отборочный матч ЧМ-2010               |
| 36                                    | 14 ноября 2009                        | Бразилия                              | 0 : 1                                 | -                                     | Товарищеский матч                     |
| 37                                    | 3 марта 2010                          | Египет                                | 3 : 1                                 | 2                                     | Товарищеский матч                     |
| 38                                    | 24 мая 2010                           | Мексика                               | 3 : 1                                 | 1                                     | Товарищеский матч                     |
| 39                                    | 12 июня 2010                          | США                                   | 1 : 1                                 | -                                     | ЧМ-2010. Групповая стадия             |
| 40                                    | 18 июня 2010                          | Алжир                                 | 0 : 0                                 | -                                     | ЧМ-2010. Групповая стадия             |
| 41                                    | 12 октября 2010                       | Черногория                            | 0 : 0                                 | -                                     | Отборочный матч ЧЕ-2012               |
| 42                                    | 17 ноября 2010                        | Франция                               | 1 : 2                                 | 1                                     | Товарищеский матч                     |

## Достижения
Тоттенхэм Хотспур
- Обладатель Кубка Футбольной лиги: 1998/99

 Норвич Сити
- Победитель Первого дивизиона Футбольной лиги: 2003/04

 Ливерпуль
- Обладатель Суперкубка УЕФА: 2005
- Обладатель Кубка Англии: 2005/06
- Обладатель Суперкубка Англии: 2006

## Стиль игры
Самым сильным навыком Крауча является игра в верховых единоборствах, которая обусловливается его высоким ростом. Однако Питер выделяется также хорошей техникой работы с мячом. Так как кумиром нападающего был английский футболист Пол Гаскойн, Крауч оттачивал свойственные «Газзе» финты. Его стиль игры описывают, как «корявый, но техничный». На поле Питер может выполнять роль единственного нападающего, на которого идут большинство передач от полузащитников. Также его характерной чертой является быстрая передача мяча партнёру, а также видение поля. Раньше после голов исполнял танец робота.

## Личная жизнь
30 июня 2011 года женился на модели Эбби Клэнси. 14 марта 2011 года у пары родилась дочь София Руби Крауч. 1 июня 2015 года родилась их вторая дочь Либерти Роуз Крауч. Крауч выпустил автобиографию в 2007 году, которая названа «Walking Tall — My Story». Увлекается теннисом и болеет за Роджера Федерера. Обладает неплохим чувством юмора. Так, отвечая на вопрос Sky Sports о том, кем бы он был, если бы не футбол, Крауч ответил «Девственником!», за что был назван самым забавным британским спортсменом.

### Прозвища
Чаще всего встречается прозвище «Краучи», но есть и другие прозвища, которые ему дали поклонники и английские СМИ, включая «Робокрауч» и «Краучиньо» (иньо — суффикс, который означает «маленький» и используется многими бразильскими футболистами). Он был назван «господином Робото» комментаторами Univision и «Розовой пантерой» в одном из комментариев Fox Sports на испанском языке.